# Fikuri
Fikuri (nep. फिकुरी) – gaun wikas samiti w środkowej części Nepalu w strefie Bagmati w dystrykcie Nuwakot. Według nepalskiego spisu powszechnego z 2001 roku liczył on 554 gospodarstw domowych i 3002 mieszkańców (1472 kobiet i 1530 mężczyzn).